# Tisbe bermudensis
Tisbe bermudensis är en kräftdjursart som beskrevs av Willey 1931. Tisbe bermudensis ingår i släktet Tisbe och familjen Tisbidae. Inga underarter finns listade i Catalogue of Life.